# Joseph Fahmé

Joseph Maximos Fahmé (Alepo, 4 de abril de 1924-París, 27 de marzo de 2025) fue un sacerdote católico melkita y cantor sirio-francés.

## Biografía
Nacido en Alepo, fue enviado a los doce años a Jerusalén para asistir al Seminario Sainte-Anne. Allí recibió su primera formación religiosa y musical, familiarizándose con la música litúrgica bizantina. Continuó sus estudios en el Gran Seminario y cantó regularmente en la Iglesia del Santo Sepulcro, influenciado por dos reconocidos cantores: Papadopoulos (de Constantinopla) y Evlambios (de Atenas), a quienes primero imitó antes de desarrollar su propio estilo.
En 1949 regresó a Alepo, fue ordenado sacerdote bajo el nombre de Maximos el 29 de junio y se convirtió en director de la Escuela San Nicolás. En 1955 se trasladó a París para estudiar ciencias sociales religiosas en el Instituto Católico de París, y regresó a Alepo en 1958 para dirigir un coro bizantino mixto de cincuenta personas hasta 1965.
Ese año volvió a París para completar estudios de posgrado. Allí se convirtió en cantor (protopsaltis) y director del coro de la Iglesia de Saint-Julien-le-Pauvre, una de las iglesias más antiguas de París, ubicada cerca de la Catedral de Notre Dame.
También trabajó como locutor de radio para Radio Monte Carlo bajo el seudónimo Nabil Youssef, antes de establecerse definitivamente en París.
Recibió el título de archimandrita en reconocimiento a su labor.

## Discografía musical
Su estilo de canto se distinguía por una profunda espiritualidad. Sus interpretaciones atraían semanalmente a una amplia audiencia, tanto creyentes como no creyentes, conmovidos por la belleza y armonía de su música.
Discografía
| Título                                                    | Sello           | Año de lanzamiento | Años de grabación | Notas                                                                                                   |
| --------------------------------------------------------- | --------------- | ------------------ | ----------------- | --- |
| Hymnes byzantines d'Orient: anthologie                    | Psalmus PSAL001 | ©2008              | ℗2003–2007        | Seleccionado como "favorito" por La Revue du Son, octubre de 2008; primer lanzamiento del sello Psalmus |
| Odes byzantines à la mère de Dieu: chant de la paraclisis | Psalmus LIT 002 | ©2010              | ℗2010             | |
| Hymne acathiste: tradition syrienne                       | Psalmus LIT 003 | ©2014              | ℗2011             | |
| Alep éternelle: Chant byzantin de Syrie                   | Psalmus PSAL026 | ©2017              | ℗2007–2010        | |

## Fallecimiento
Contrajo COVID-19 a los 97 años y se recuperó bien, pero posteriormente desarrolló la enfermedad de Alzheimer. Falleció el 27 de marzo de 2025 en París, a los 101 años de edad.